# Reistenkolonnade
Die Reistenkolonnade (Kolonáda Reistna) bei Schloss Valtice ist ein Staffagebau im UNESCO-Welterbe Kulturlandschaft Lednice-Valtice in Tschechien.

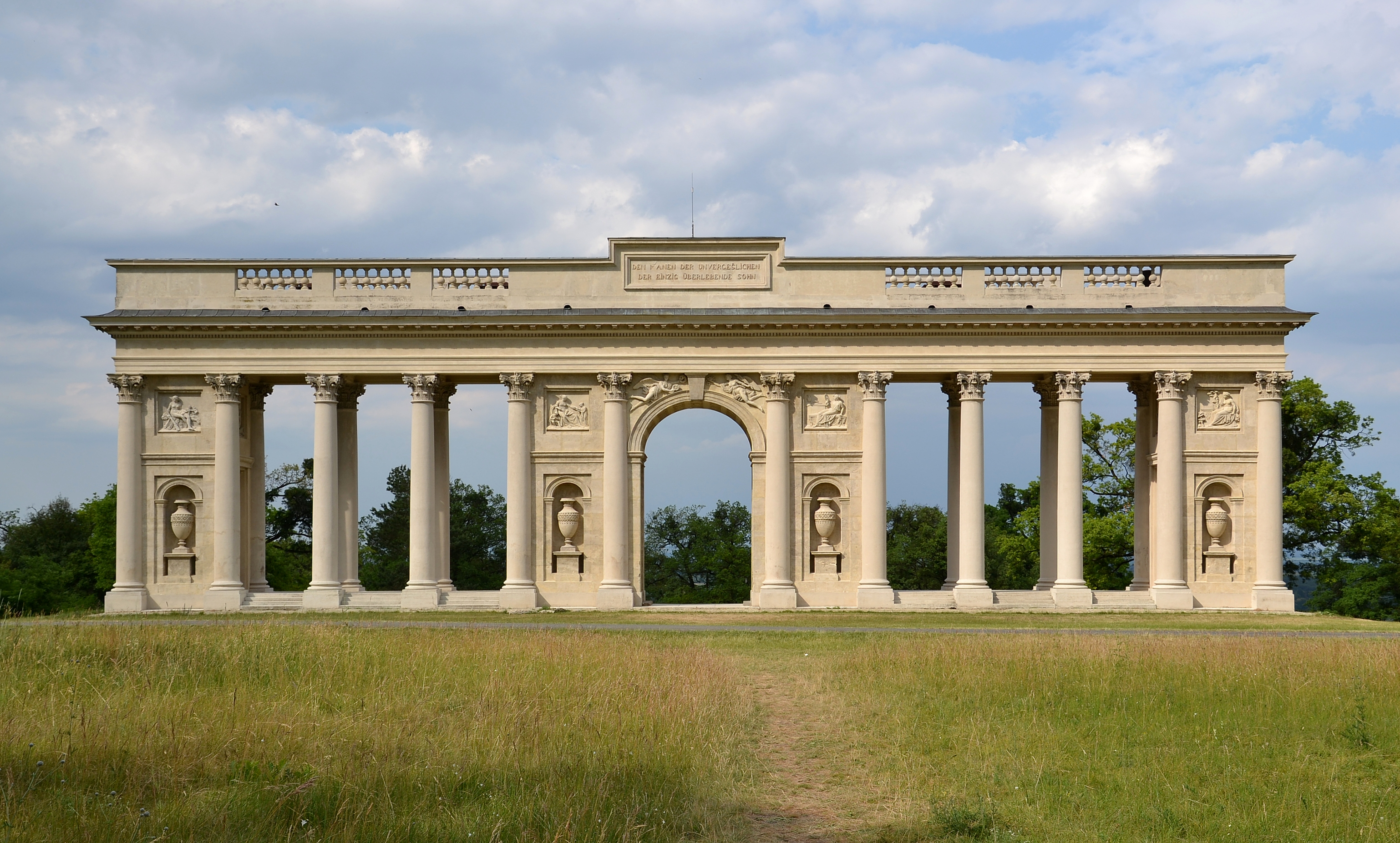
Reistenkolonnade

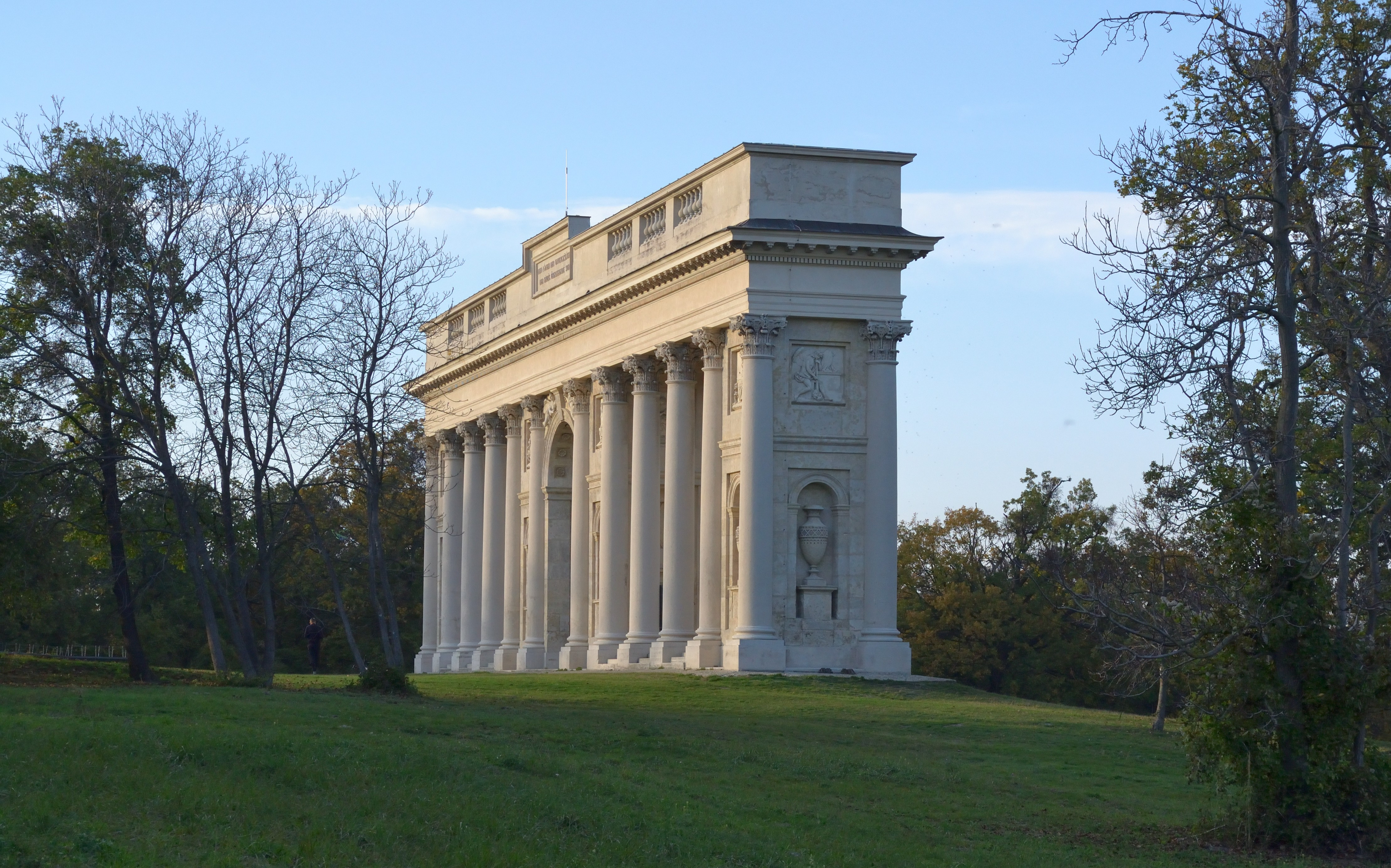
Schrägansicht

## Geografische Lage
Die Reistenkolonnade steht auf der höchsten Anhöhe der Kulturlandschaft Lednice-Valtice, der Reistna (auch: Rajsna). Nach dem Standort ist das Bauwerk auch benannt. Die Anlage befindet sich etwa 1,5 km südwestlich von Schloss Valtice und etwa 500 m nördlich der Staatsgrenze zu Österreich. Sichtbeziehungen bestehen von hier zum Schloss Valtice, zum Belvedere, etwa 2,5 km entfernt, und zum Minarett im Park von Schloss Lednice, etwa 10 km entfernt.

## Gebäude
Die Reistenkolonnade ist eine Kombination aus einem mittig gestellten Triumphbogen und seitlich angeordneten Kolonnaden. Über das verbindende Gebälk wird eine architektonische Einheit erreicht. In den Eckpavillons führen Wendeltreppen auf die Dachterrasse.
Der Bau erfolgte zur Erinnerung an den Vater des Bauherrn und dessen Brüder. Darauf weisen Inschriften auf dem Bauwerk und die vier eingestellten Toga-Statuen hin, die den Bauherrn, Fürst Johann I. Joseph von Liechtenstein, dessen Vater, Fürst Franz Josef I. von Liechtenstein, und die Brüder des Bauherrn, Fürst Alois I. von Liechtenstein und Philipp Josef, zeigen. Die drei letzteren waren zum Zeitpunkt des Baus der Reistenkolonnade bereits verstorben. Weiters ist der Bau mit einer Reihe allegorischer Reliefs dekoriert. Er stellt so ein Liechtensteiner Familienmemorial dar.
An der Nordseite befindet sich der Schriftzug "DER SOHN DEM VATER / DER BRUDER DEN BRÜDERN", an der Südseite der Schriftzug "DEN MANEN DER UNVERGESSLICHEN / DER EINZIG ÜBERLEBENDE SOHN".
Das Umfeld der Reistenkolonnade war als Park gestaltet.

## Geschichte
Das Bauwerk wurde parallel mit dem Dianatempel und dem Schloss Pohansko, südlich von Břeclav, errichtet. Die Reistenkolonnade wurde 1810 bis 1817 zunächst von Joseph Hardtmuth begonnen und nach einer Bauunterbrechung 1813 unter Joseph Kornhäusel fortgesetzt und im Rohbau fertiggestellt. Die Werkstatt von Joseph Klieber arbeitete aber an der Baudekoration noch bis 1823. Im Gegensatz zu einer immer wieder tradierten Behauptung ist die Reistenkolonnade nicht nach dem Vorbild der Gloriette bei Schönbrunn (1773–1775) errichtet worden, sondern bezieht sich auf Architekturmotive aus dem vorrevolutionären Frankreich.
Nach einer Beschädigung 1907 wurde das Bauwerk unter Carl Weinbrenner wieder hergestellt, um die Jahrtausendwende dann erneut restauriert, da vor allem der Bildschmuck stark beschädigt war. Es hatte in der Zeit des Kalten Krieges und bis 1989 den Grenztruppen der Tschechoslowakei als Beobachtungsstand gedient.